# Йохана фон Пфирт
Йохана фон Пфирт (на немски: Johanna von Pfirt; на френски: Jeanne de Ferrette; * 1300, Базел, † 15 ноември 1351, Виена) от Дом Скарпон е графиня на Пфирт и чрез женитба херцогиня на Херцогство Австрия.

## Живот
Тя е най-възрастната дъщеря на граф Улрих III (1281 – 1324) от Пфирт и съпругата му принцеса Йохана (Жана) Бургундска (1284 – 1349), дъщеря на граф Региналд (Рено) Бургундски от Монбеляр от Дом Шалон.
През март 1324 г. нейният баща умира и Йохана и сестра ѝ Урсула (1315 – 1367) наследяват Графство Пфирт.
На 26 март 1324 г. във Виена наследничката Йохана се омъжва за херцог Албрехт II Хабсбургски (1298 – 1358), син на римско-немския крал Албрехт I († 1308) и Елизабета Тиролска от род Майнхардини.
Албрехт страда от 1330 г. от полиартрит на ръцете и краката. Йохана е умна и често е изпращана от болния си съпруг на дипломатически преговори. През 1337 г. Албрехт отива на поклонение до реликвите на рейнските Светии в Кьолн и Аахен. Чудото се случва: в края на 1339 г. 39-годишната херцогиня ражда първото си дете Рудолф.
Йохана умира на 51 години на 15 ноември 1351 г. при раждането на последния си син и е погребана в гробницата на църквата на манастир Картаузе Гаминг в Долна Австрия, който е подарен от нейния съпруг през 1330 г.

## Деца
- Рудолф IV (1339 – 1365), ∞ 1353 Катарина Люксембургска (1342/43 – 1395)
- Катарина (1342 – 1381), игуменка във Виена
- Маргарета (1346 – 1366), ∞ (I) 1359 Майнхард III от Тирол (1344 – 1363); ∞ (II) 1364 Йохан Хайнрих от Люксембург (1322 – 1375)
- Фридрих III (1347 – 1362), херцог на Австрия
- Албрехт III (1348 – 1395), ∞ (I) 1366 Елизабета Люксембургска (1358 – 1373); ∞ (II) 1375 Беатриса от Нюрнберг (1360 – 1414)
- Леополд III (1351 – 1386), ∞ 1365 Виридис Висконти

Йохана и Албрехт имат още 5 деца, които се раждат мъртви или умират малко след раждането без име и са погребани в катедралата Св. Стефан във Виена.